# Fachkraft für Metalltechnik
Die Fachkraft für Metalltechnik ist seit dem 1. August 2013 ein staatlich anerkannter Ausbildungsberuf nach dem deutschen Berufsbildungsgesetz.

## Entstehungsgeschichte
Der neue Ausbildungsberuf ersetzt insgesamt elf ehemalige Ausbildungsberufe, die zum Teil bereits über 70 Jahre alt sind. Einige von ihnen existierten somit bereits lange vor Inkrafttreten des Berufsbildungsgesetzes. Es handelt sich um die folgenden Berufe: Drahtwarenmacher, Drahtzieher, Federmacher, Fräser, Gerätezusammensetzer, Kabeljungwerker, Maschinenzusammensetzer, Metallschleifer, Revolverdreher, Schleifer und Teilezurichter.
Ausgangspunkt für die Neuordnung war der Teilezurichter, der von allen elf Berufen mit über 1.200 Neuverträgen pro Jahr mit Abstand der teilnehmerstärkste Ausbildungsberuf war. Eine Untersuchung von Gesamtmetall zum künftigen Qualifikationsbedarf im Metallbereich aus dem Jahr 2008 ergab ein klares Votum für einen neuen, zweijährigen Ausbildungsberuf. Dies wurde 2009 durch eine Expertise des Bundesinstituts für Berufsbildung (BiBB) bestätigt. Dennoch wurde die Entscheidung für ein Neuordnungsverfahren durch einen fehlenden Konsens der Sozialparteien im Jahr 2010 zunächst vertagt. Erst nach einer erneuten Untersuchung des BiBB wurde das Verfahren ohne Zustimmung der Gewerkschaften eingeleitet. Diese kritisierten die Expertisen als „nichtssagend und unwissenschaftlich“.

## Ausbildungsdauer und Struktur
Die Ausbildungszeit zur Fachkraft für Metalltechnik beträgt zwei Jahre. Die Ausbildung erfolgt an den Lernorten Betrieb und Berufsschule. Der Beruf wird in einer der folgenden vier Fachrichtungen ausgebildet:
- Montagetechnik
- Konstruktionstechnik
- Umform- und Drahttechnik
- Zerspanungstechnik[5]

Eine abgeschlossene Ausbildung zur Fachkraft für Metalltechnik kann je nach Fachrichtung auf unterschiedliche Ausbildungsberufe zeitlich angerechnet werden.

## Arbeitsgebiete
Im ersten Ausbildungsjahr stehen metalltechnische Kernqualifikationen im Vordergrund der Ausbildung. Hierzu gehören beispielsweise das Herstellen von Bauteilen und Baugruppen, das Warten von Betriebsmitteln, aber auch bereits die Anwendung von Steuerungstechnik. In den Fachrichtungen wird auf die unterschiedlichen Anforderungen aus den bestehenden elf Berufen Bezug genommen.
In der Fachrichtung Montagetechnik werden Baugruppen montiert und demontiert, auf Funktion geprüft sowie elektrische und elektronische Bauteile und Baugruppen montiert, angeschlossen und geprüft. Die Konstruktionstechnik befasst sich mit dem Trennen und Umformen sowie dem Fügen von Bauteilen. Hier steht die Montage und Demontage von Metallkonstruktionen im Vordergrund. In der Fachrichtung Zerspanungstechnik werden Werkzeugmaschinen oder andere Fertigungssysteme eingerichtet, bedient und überwacht. Die Fachrichtung Umformtechnik widmet sich hingegen eher dem Einrichten, Rüsten und Führen von Trenn- und Umformmaschinen.
Mit dieser Struktur ist es möglich, den bislang ausbildenden Unternehmen eine gleichwertige Alternative anzubieten.